# Премія YUNA за найкращий менеджмент
«YUNA» — щорічна українська щорічна національна професійна музична премія, заснована у 2011 році. Премія за найкращий менеджмент вперше була вручена на п'ятій церемонії вручення, на якій вшановувалися досягнення у музиці за 2015 рік, а востаннє — на сьомій. Усі три рази нагороду здобув продюсерський центр MOZGI Entertainment.

## 2015—2020

### 2015
- MOZGI Entertainment («Mozgi», «Время и Стекло», «Потап и Настя»)[1]
  - Condorn Company (Іван Дорн)
  - Enjoy! Records (Джамала)
  - Kruzheva Music («Quest Pistols Show»)
  - Yaromir Group («Клей Угрюмого»)
  - Будинок культури (Тіна Кароль)
  - Єгор Кір'янов («The Hardkiss»)
  - Музика для мас («Pianoбой»)
  - Олександр Кажиян (Макс Барських)
  - Сергій Вусик, Володимир Ващенко, Маріанна Кочевих («Антитіла»)
  - Суперсиметрія («Океан Ельзи»)
  - Юлія Яцечко (MONATIK)
  - Юлія Каменчук та Ольга Черткова («O.Torvald»)

### 2016
- MOZGI Entertainment («Mozgi», «Время и Стекло», «Потап и Настя»)[2]
  - Enjoy! Records (Джамала)
  - Мейсон Ентертейнмент («DZIDZIO»)
  - VIDLIK Records («ONUKA»)
  - Будинок культури (Тіна Кароль)
  - Єгор Кір'янов («The Hardkiss»)
  - Музика для мас («Бумбокс»)
  - Нателла Крапівіна (LOBODA)
  - Олександр Кажиян (Макс Барських)
  - Суперсиметрія («Океан Ельзи»)
  - Юлія Яцечко (MONATIK)
  - Юлія Каменчук та Ольга Черткова («O.Torvald»)

### 2017
- MOZGI Entertainment («Mozgi», «Время и Стекло»)[3]
  - Enjoy! Records (Джамала)
  - Мейсон Ентертейнмент («DZIDZIO»)
  - Павло Орлов (Тіна Кароль)
  - Єгор Кір'янов («The Hardkiss»)
  - Музика для мас («Бумбокс»)
  - Нателла Крапівіна (LOBODA)
  - YULA, Ірина Демічева (MONATIK)
  - Юлія Каменчук та Ольга Черткова («O.Torvald»)
  - Kruzheva Music — Грибы
  - Condorn Company — Іван Дорн
  - Secret Service EA — TAYANNA, Оля Полякова
  - Андрій Великий, Ольга Войцович (MOVAmusic) — Ivan NAVI
  - Дмитро Шуров — Pianoбой
  - Олена Коляденко — KADNAY
  - Сергій Вусик, Олена Гармаш — Антитіла
  - Сніжана Бабкіна — Сергій Бабкін
  - Юлія Колесник та Юлія Гай (Sarafan PR), Тетяна Зякун — Арсен Мірзоян